# Spinotarsus mertensi
Spinotarsus mertensi är en mångfotingart som beskrevs av Kraus 1966. Spinotarsus mertensi ingår i släktet Spinotarsus och familjen Odontopygidae. Inga underarter finns listade i Catalogue of Life.